# Euphyia intercalata
Euphyia intercalata är en fjärilsart som beskrevs av Walker 1862. Euphyia intercalata ingår i släktet Euphyia och familjen mätare. Inga underarter finns listade i Catalogue of Life.